# Лесунд, Эрленд
Эрленд Лесунд (норв. Erlend Lesund; род. 11 декабря 1994, Осло) — норвежский хоккеист, защитник шведского клуба «Мура». Игрок сборной Норвегии по хоккею с шайбой.

## Клубная карьера
В сезоне 2010 в составе молодёжной команды клуба «Манглеруд Стар» стал чемпионом Норвегии U-17. В шестнадцатилетнем возрасте впервые привлекался к основному составу клуба, и дебютировал в норвежской Суперлиге проведя в сезоне 2010/11 годов семь матчей за основной состав, результативными действиями не отметился. Следует отметить что большую часть дебютного сезона провёл в составе фарм-клуба играя в норвежском первом дивизионе.
В 2011 году перешел в состав шведского клуба «Тимро» однако проведя на площадке лишь два матча за регулярный сезон, в составе клуба закрепиться не смог и следующий сезон начал в составе норвежского клуба «Спарта Уорриорз». В новом клубе отыграл весь сезон и раунд плей-офф чемпионата как игрок основы, набрал за сезон 15 очков.
В 2015 году заключил контракт со шведским клубом «Мура», выступавшем в первой лиге чемпионата Швеции, в марте 2016 года клуб вышел в высшею шведскую лигу. В январе 2016 года Лесунд заключил новый двухлетний контракт с командой.

## Карьера в сборной
Впервые выступил за национальную сборную на юниорском чемпионате мира 2011 года. В 2014 году являлся капитаном национальной сборной на молодёжном чемпионате мира. За взрослую сборную дебютировал в 2013 году. Принимал участие в чемпионате мира по хоккею 2017 года.